# Valleyfair
Valleyfair, est un parc d'attractions situé à Shakopee, dans le Minnesota aux États-Unis. Il appartient au groupe Cedar Fair Entertainment Company. Il contient depuis 1983 un parc aquatique nommé White Water Country Waterpark.

## Histoire
Le projet débutât avec deux entrepreneurs locaux qui rêvaient de construire un parc d'attractions familial. En août 1974 la construction débutât et le parc ouvrit 2 ans plus tard, en 1976, avec seulement 20 attractions. En 1978, le parc fut racheté par le groupe Cedar Fair Entertainment Company. 
Le parc qui fut nommé longtemps Valleyfair! perdit son point d'exclamation en 2007 et devint donc plus simplement Valleyfair.
Le 6 août 2010, dans le cadre des festivités des 60 ans de Snoopy (et par la même occasion, de la série Peanuts), le parc annonce l'aménagement pour 2011 d'une nouvelle zone thématique baptisée "Planet Snoopy" et dont l'investissement prévu est de 9,5 millions de USD (environ 6,8 millions d'euros). Celle-ci s'intègre dans une zone pour enfants existante dans laquelle 7 attractions sont rethémées, et 6 autres sont ajoutées. La direction du parc indique à cette occasion sa volonté d'attirer plus de familles à l'avenir.

## Le parc

### Les montagnes russes
| Nom            | Type                                         | Constructeur                 | Année d'ouverture |
| -------------- | -------------------------------------------- | ---------------------------- | ----------------- |
| Corkscrew      | Montagnes russes assises                     | Arrow                        | 1980              |
| Cosmic Coaster | E-Powered                                    | Zamperla                     | 2011              |
| Excalibur      | Montagnes russes hybrides (bois / métal)     | Arrow                        | 1989              |
| High Roller    | Montagnes russes en bois                     | Rauerhorst Corporation       | 1976              |
| Mad Mouse      | Wild Mouse                                   | Arrow                        | 1999              |
| Renegade       | Montagnes russes en bois                     | Great Coasters International | 2007              |
| Steel Venom    | Montagnes russes lancées inversées navette   | Intamin                      | 2003              |
| Wild Thing     | Méga montagnes russes Hyper montagnes russes | D. H. Morgan Manufacturing   | 1996              |

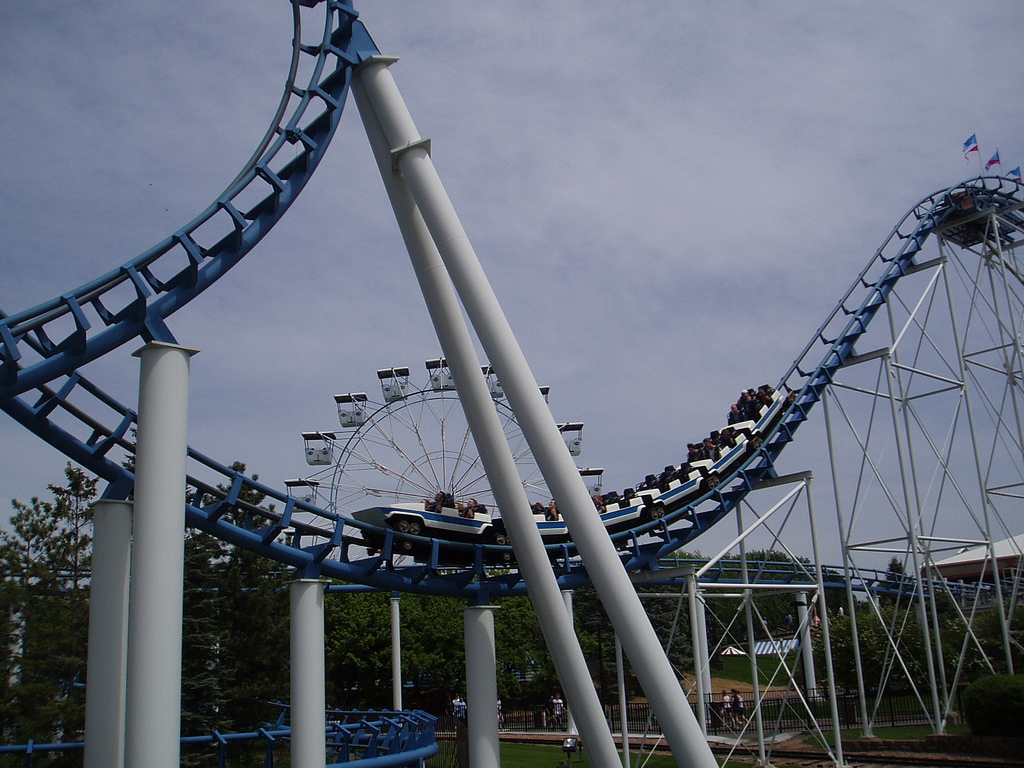
Corkscrew
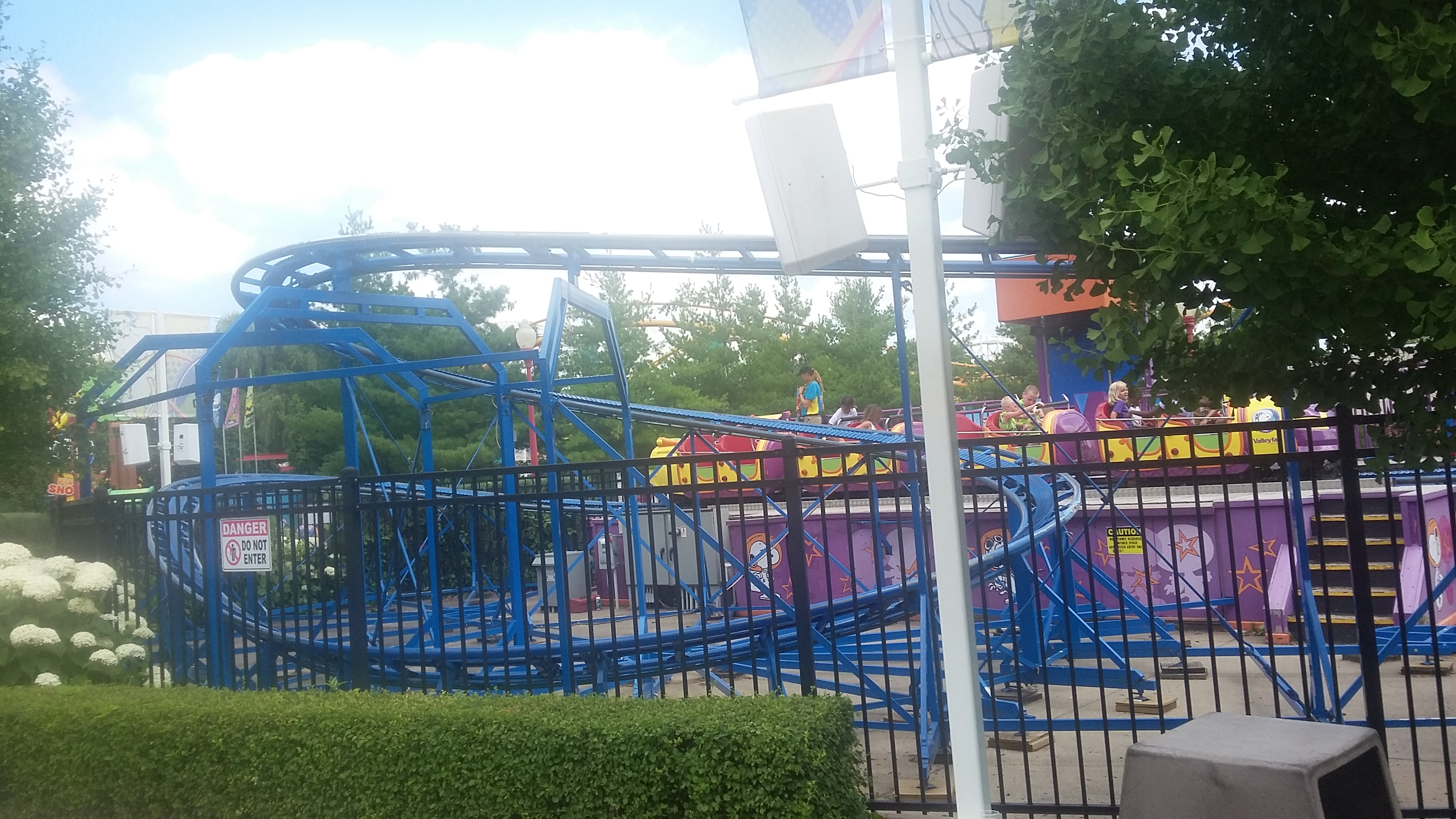
Cosmic Coaster
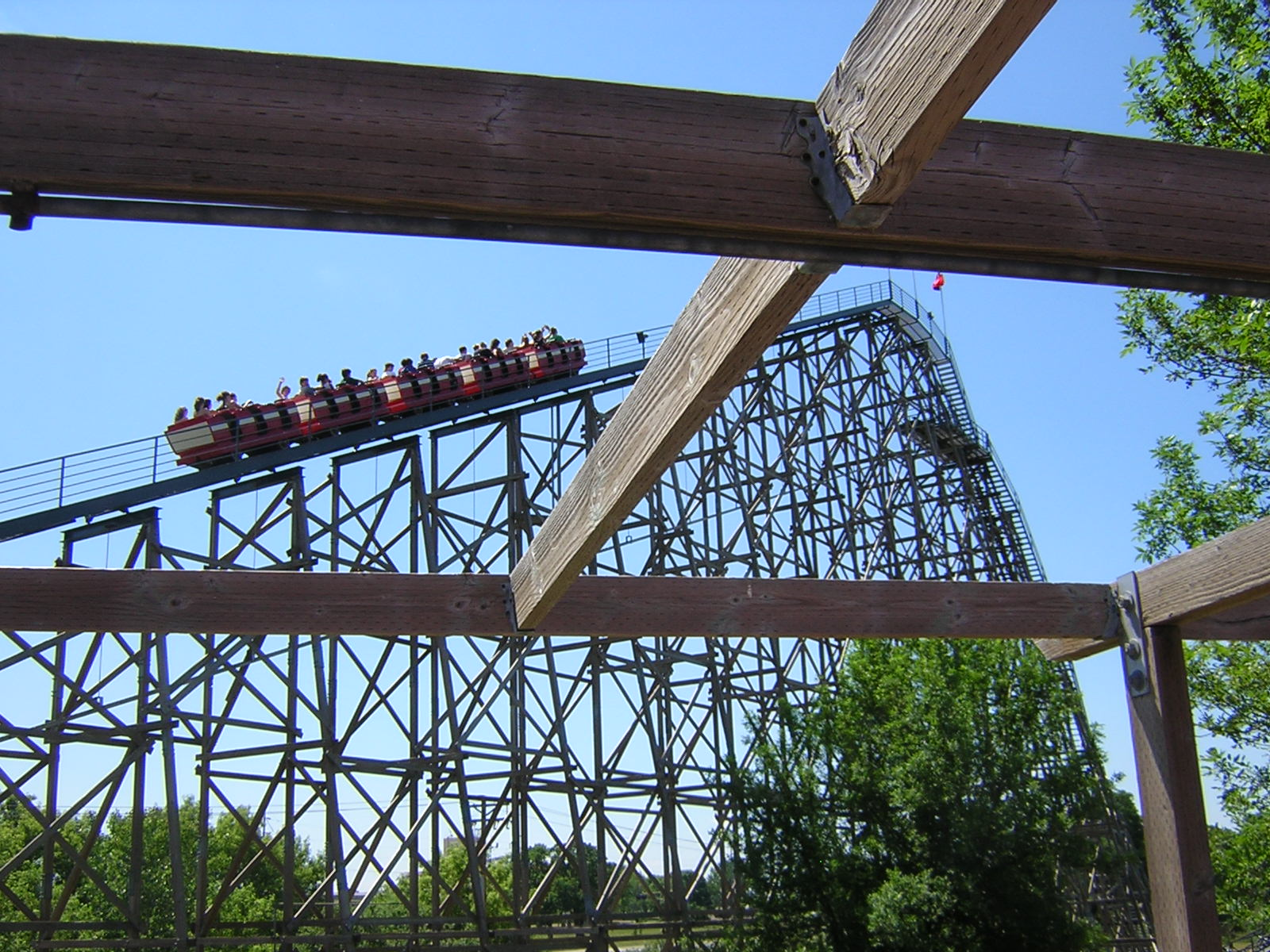
Excalibur
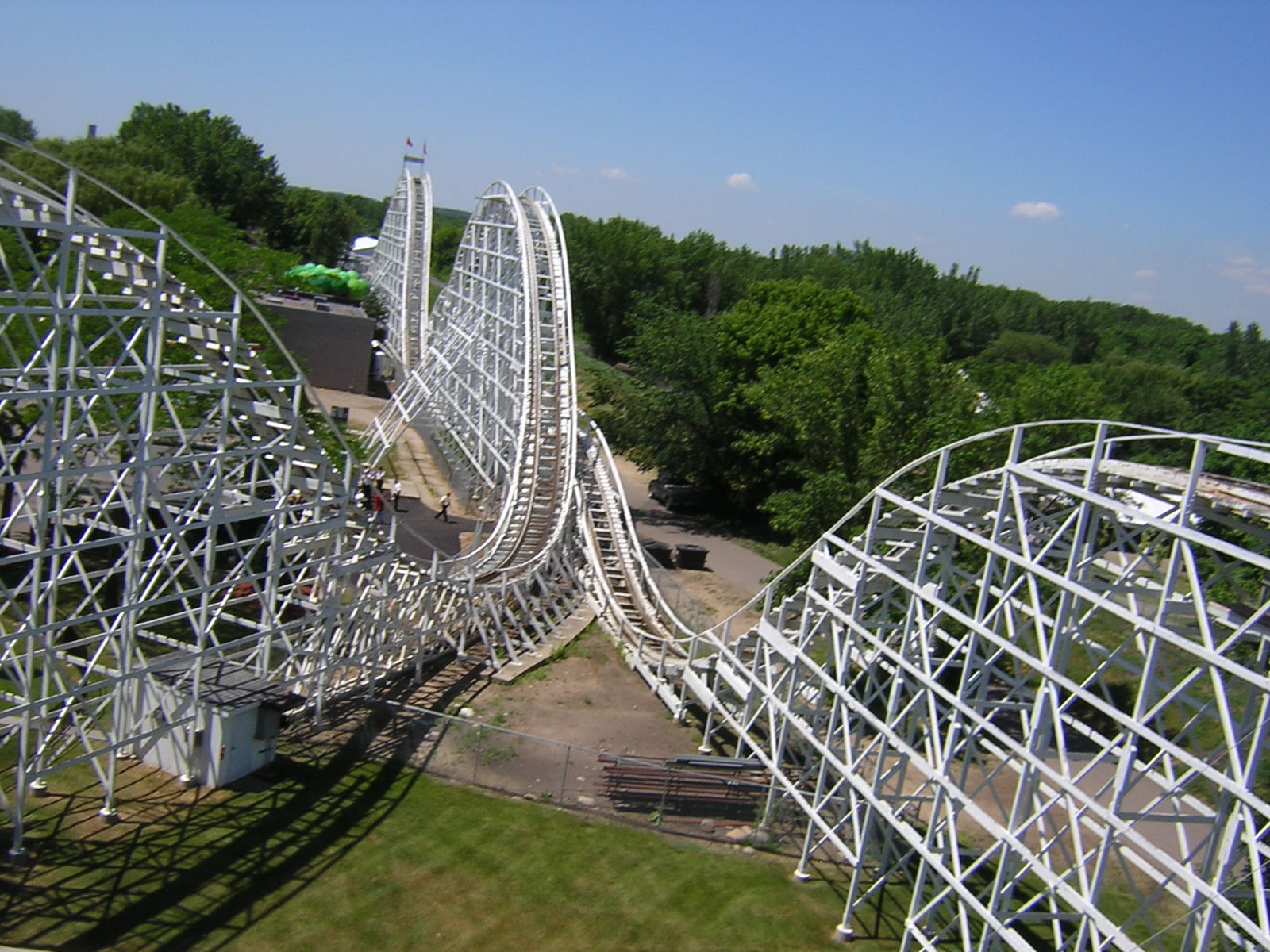
High Roller
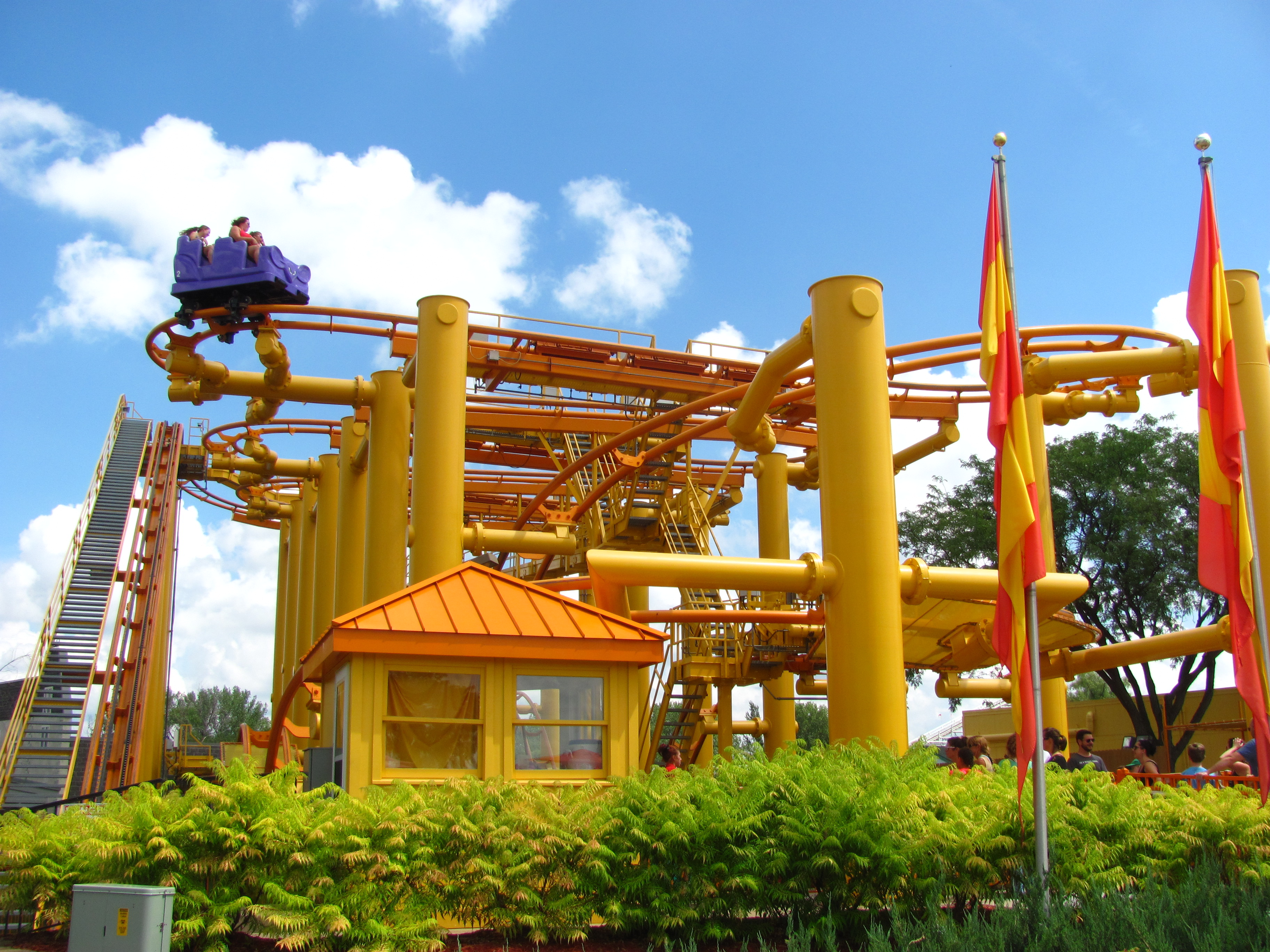
Mad Mouse
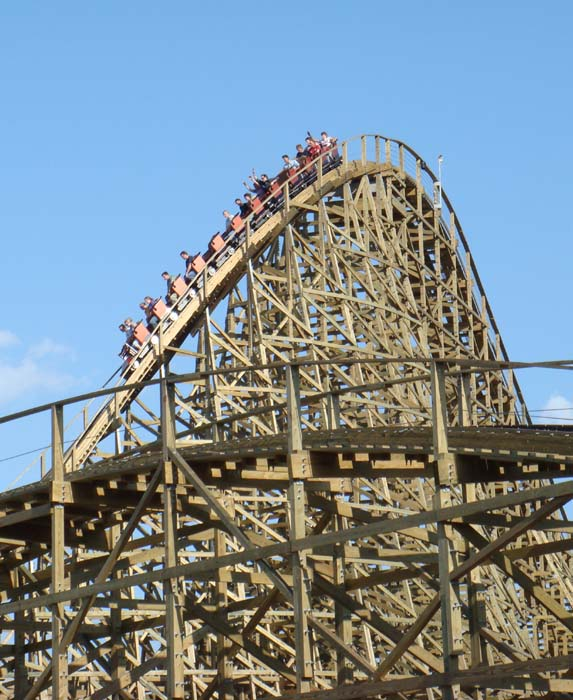
Renegade
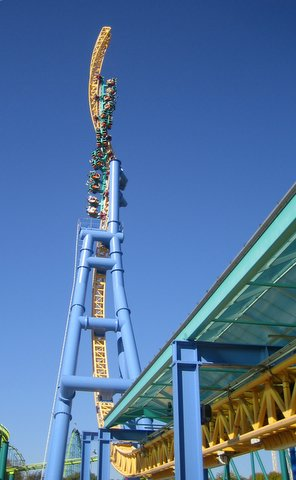
Steel Venom
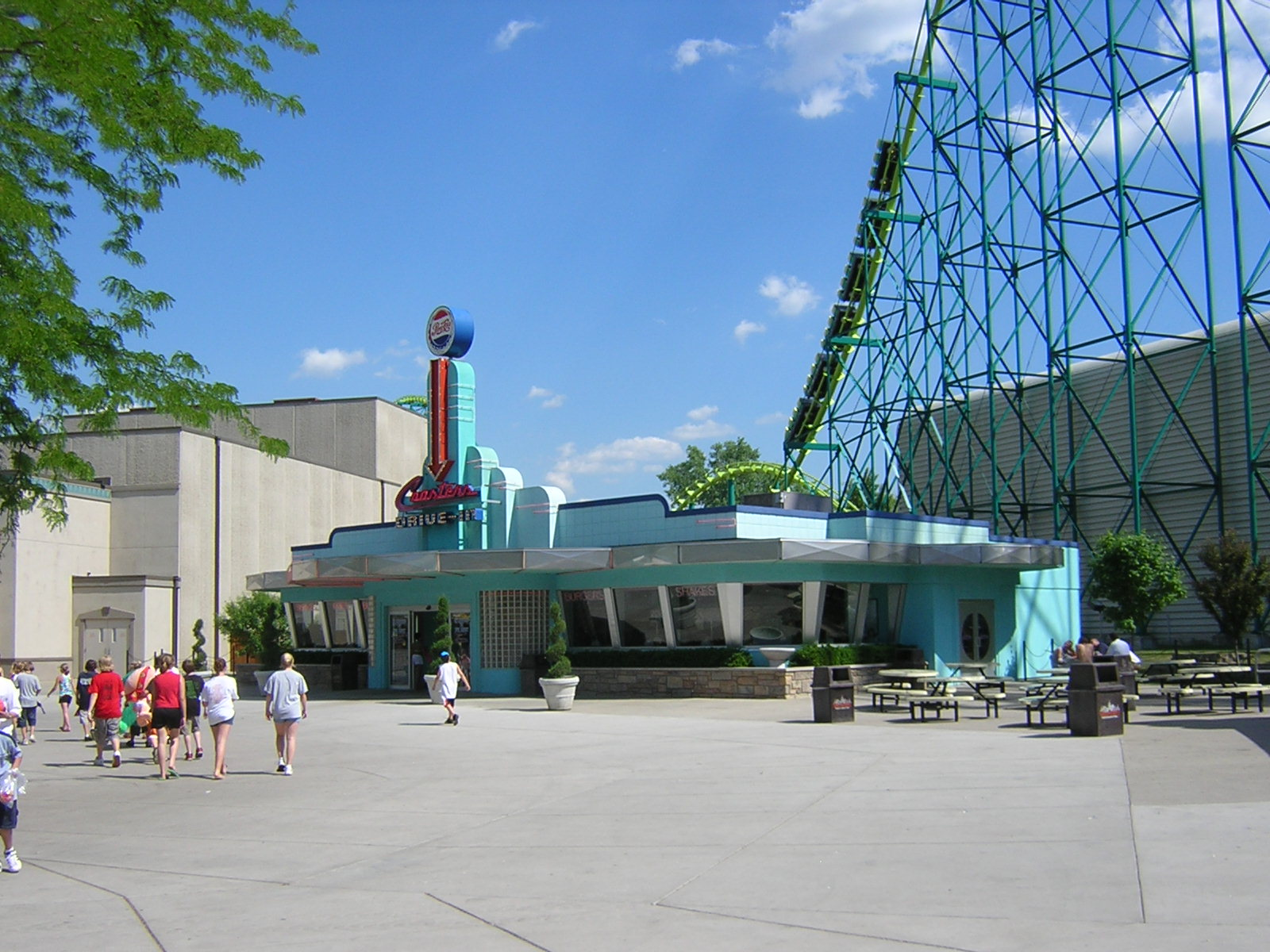
Wild Thing

### Attractions aquatiques
| Nom            | Type                     | Constructeur | Année d'ouverture |
| -------------- | ------------------------ | ------------ | ----------------- |
| Hydroblaster   | Toboggan aquatique       | /            | 1995              |
| The Flume      | Bûches                   | /            | 1979              |
| The Wave       | Bûches                   | /            | 1992              |
| Thunder Canyon | Rivière rapide en bouées | Intamin      | 1987              |

### Autres attractions
- Antique Autos - Balade en voiture
- Bumper Cars - Autos tamponneuses
- Carrousel - Carrousel
- Chaos -  (Chance Rides), 1997

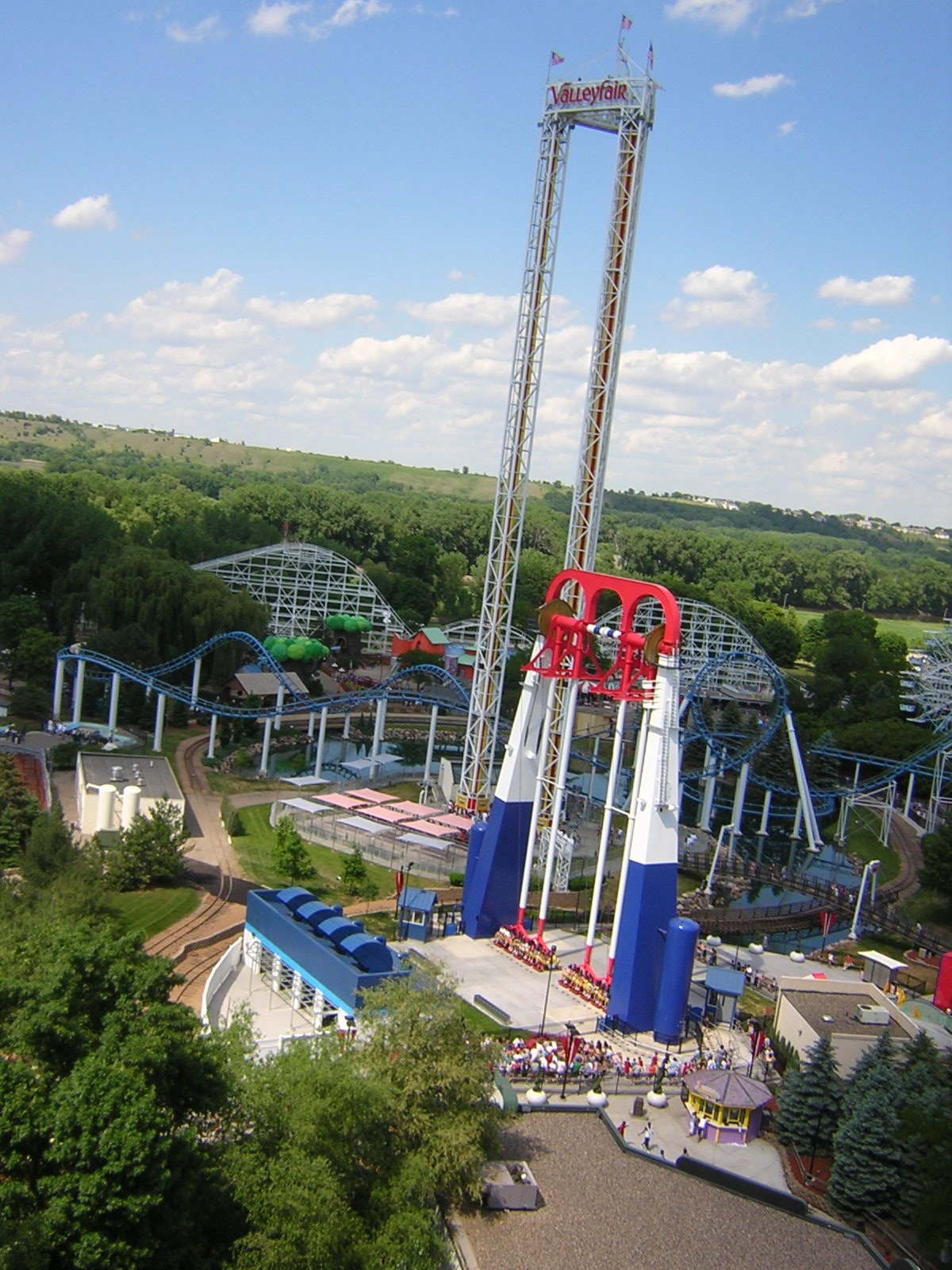
Power Tower juste derrière Xtreme Swing.

- Enterprise - Enterprise (Huss Rides), 1978
- Ferris Wheel - Grande roue (Chance Rides), 1975
- Flying Trapeze - Chaises volantes (Chance Rides), 1976
- Hot Air Balloons - (Zamperla)
- Looping Starship - Looping Starship (Intamin), 1987
- Monster - Pieuvre (Eyerly Aircraft Company), 1977
- North Star - Star Flyer (Funtime), 2017
- Power Tower - (Space Shot) et (Turbo Drop) (S&S Worldwide), 2000
- RipCord - Skycoaster (Skycoaster, Inc)
- Rip Tide - Top Spin (Huss Rides), 2005
- Rockin' Tug - Rockin' Tug (Zamperla), 2004
- Skyscraper - (Gravity Works), 2005
- Tilter - Tilt-A-Whirl (Sellner Manufacturing), 1977
- Xtreme Swing - Screamin' Swing (S&S Worldwide), 2006